# Benson & Hedges Championship
Masters Qualifying Event, tidigare Benson & Hedges Championship, var en professionell snookerturnering som spelades 1990 till 2009. Vinnaren fick ett wild card till Masters. Efter 2002 års turnering, i samband med att tobaksreklam förbjöds i Storbritannien, bytte turneringen namn från Benson & Hedges Championship till Masters Qualifying Event.
Eftersom turneringen fungerade som en kvalturnering till Masters, dit topp-16 spelarna är seedade, deltog inte topp-16 spelarna i turneringen.

## Vinnare
| År                                                  | Vinnare                                             | Motståndare                                         | Resultat                                            | Säsong                                              |
| Benson & Hedges Satellite Championship (Ej ranking) | Benson & Hedges Satellite Championship (Ej ranking) | Benson & Hedges Satellite Championship (Ej ranking) | Benson & Hedges Satellite Championship (Ej ranking) | Benson & Hedges Satellite Championship (Ej ranking) |
| --------------------------------------------------- | --------------------------------------------------- | --------------------------------------------------- | --------------------------------------------------- | --------------------------------------------------- |
| 1990                                                | Alan McManus                                        | James Wattana                                       | 9 – 5                                               | 1990/91                                             |
| 1991                                                | Ken Doherty                                         | Darren Morgan                                       | 9 – 3                                               | 1991/92                                             |
| Benson & Hedges Championship (Minor ranking)        |                                                     |                                                     |                                                     |                                                     |
| 1992                                                | Chris Small                                         | Alan McManus                                        | 9 – 1                                               | 1992/93                                             |
| Benson & Hedges Championship (Ej ranking)           |                                                     |                                                     |                                                     |                                                     |
| 1993                                                | Ronnie O'Sullivan                                   | John Lardner                                        | 9 – 6                                               | 1993/94                                             |
| 1994                                                | Mark Williams                                       | Rod Lawler                                          | 9 – 5                                               | 1994/95                                             |
| 1995                                                | Matthew Stevens                                     | Paul McPhillips                                     | 9 – 3                                               | 1995/96                                             |
| 1996                                                | Brian Morgan                                        | Drew Henry                                          | 9 – 8                                               | 1996/97                                             |
| 1997                                                | Andy Hicks                                          | Paul Davies                                         | 9 – 6                                               | 1997/98                                             |
| 1998                                                | David Gray                                          | Dave Harold                                         | 9 – 6                                               | 1998/99                                             |
| 1999                                                | Allister Carter                                     | Simon Bedford                                       | 9 – 4                                               | 1999/00                                             |
| 2000                                                | Shaun Murphy                                        | Stuart Bingham                                      | 9 – 7                                               | 2000/01                                             |
| 2001                                                | Ryan Day                                            | Hugh Abernethy                                      | 9 – 5                                               | 2001/02                                             |
| 2002                                                | Mark Davis                                          | Mehmet Husnu                                        | 9 – 6                                               | 2002/03                                             |
| Masters Qualifying Event (Ej ranking)               |                                                     |                                                     |                                                     |                                                     |
| 2003                                                | Neil Robertson                                      | Dominic Dale                                        | 6 – 5                                               | 2003/04                                             |
| 2005                                                | Stuart Bingham                                      | Allister Carter                                     | 6 – 3                                               | 2005/06                                             |
| 2006                                                | Stuart Bingham                                      | Mark Selby                                          | 6 – 2                                               | 2006/07                                             |
| 2007                                                | Barry Hawkins                                       | Kurt Maflin                                         | 6 – 4                                               | 2007/08                                             |
| 2008                                                | Judd Trump                                          | Mark Joyce                                          | 6 – 1                                               | 2008/09                                             |
| 2009                                                | Rory McLeod                                         | Andrew Higginson                                    | 6 – 1                                               | 2009/10                                             |